# Zwarte gaffelaardvlo
De zwarte gaffelaardvlo (Dibolia occultans, synoniem: Dibolia menthae) is een keversoort uit de familie bladkevers (Chrysomelidae), die tot de tribus Alticini behoort. De wetenschappelijke naam van de soort werd in 1803 als Haltica occultans gepubliceerd door Carl Ludwig Koch. De soort komt van nature voor in Europa.

## Beschrijving
De kever is 2,4-2,7 mm lang en heeft zwarte dekschilden. Het halsschild en de dekschilden zijn sterk gepunkteerd. De dijen van het achterste pootpaar zijn opvallend dik. Dankzij een veermechanisme (de "metafemorale veer") in de sterk ontwikkelde dij van de achterste poten kunnen de kevers, typisch voor de meeste aardvlooien wegspringen bij gevaar.

## Levenswijze
Er is één generatie per jaar. De uit winterrust komende kevers vreten gaatjes in de bladeren. Na paring leggen de vrouwtjes de eieren op de bladeren. De larven zijn vanaf april tot in juli aanwezig. Ze maken mijnen in de bladeren en laten hierin veel uitwerpselen achter. Ze verpoppen in de grond. De nieuwe generatie kevers gaan in winterrust.

## Waardplanten
Waardplanten zijn steentijm-soorten, hartgespan, watermunt , akkermunt , pepermunt, polei, wollige munt, witte munt en brunel-soorten.